# Klaus Rinke
Klaus Rinke (Bochum-Wattenscheid, 29 april 1939) is een Duitse schilder, beeldhouwer en fotograaf.

## Leven en werk
Rinke volgde van 1954 tot 1957 een opleiding tot decorateur en affichemaker in Gelsenkirchen en studeerde van 1957 tot 1960 schilderkunst aan de Folkwang-Schule in Essen. Aansluitend verbleef hij tot 1965 in Frankrijk, waar hij ateliers had in Parijs en Reims. Hij had zijn eerste expositie in 1962 bij Galerie le Portulan in Le Havre. In 1965 keerde hij weer terug naar Duitsland. Hij vestigde zich in Düsseldorf.
In 1972 ontving hij de Förderpreis des Landes Nordrhein-Westfalen für Bildende Kunst. In hetzelfde jaar nam hij deel aan documenta 5 en was hij met werk vertegenwoordigd in het Duitse paviljoen tijdens de Biënnale van Venetië. Voor beide belangrijke kunstmanifestaties werd hij weer uitgenodigd in 1977. In dat jaar behoorde hij ook tot de uitgenodigde kunstenaars van de beeldenroute Donaulände in de Oostenrijkse stad Linz.
Rinke beoefent naast schilder- en beeldhouwkunst uiteenlopende vormen van beeldende kunst, onder andere conceptuele kunst, performance, bodyart, installatiekunst, land art en fotografie. Hij was van 1974 tot 2004 hoogleraar beeldhouwkunst aan de Kunstakademie Düsseldorf. In 2004 kreeg hij een staatsbeurs voor een verblijf van een half jaar in Calders Atelier in Saché (Frankrijk) van het Franse Ministère de la Culture, het Centre Georges Pompidou en de Calder Foundation in New York. Hij was in Frankrijk reeds eerder benoemd tot Chevalier de l'ordre des arts et des lettres.

## Enkele werken
- 12 Faß geschöpftes Rheinwasser in Düsseldorf
- Sonnenstrahl im Birkenwäldchen, Unter den Linden in Berlijn
- Zeitfeld (1987), Südpark in Düsseldorf - ter gelegenheid van de Bundesgartenschau 1987
- Albert Einstein! When Does Baden-Baden Stop at this Train (1989)

## Fotogalerij

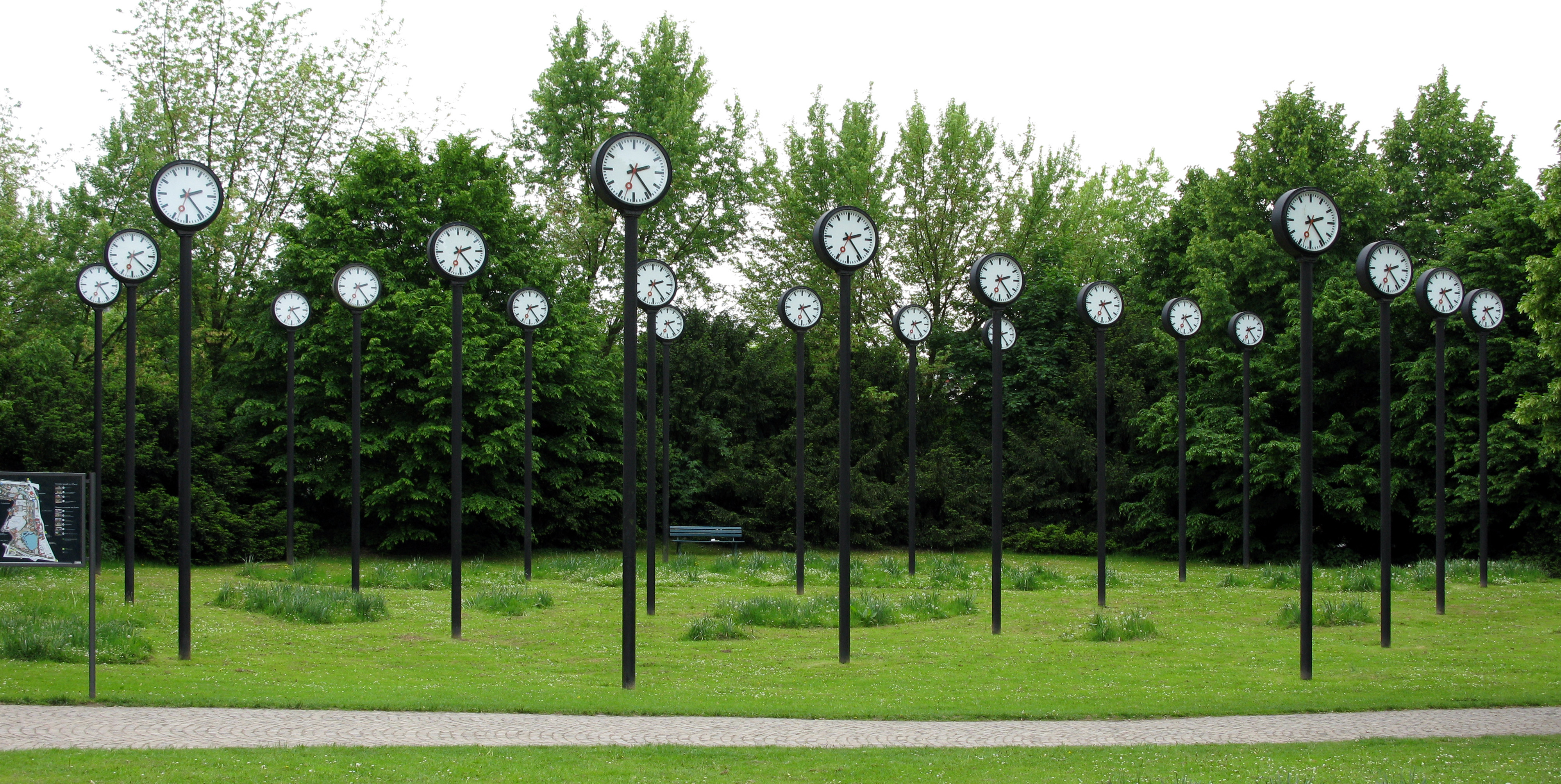
Zeitfeld (1987), Düsseldorf